# مک‌لارن اف۱ جی‌تی‌آر
مک‌لارن اف۱ جی‌تی‌آر خودرو مسابقه‌ای اسپرت مک‌لارن اف۱ است که برای اولین بار در سال ۱۹۹۵ برای مسابقات خودروی جی‌تی مانند سری جهانی جی‌تی بی‌پی‌آر، قهرمانی جی‌تی اف‌آی‌ای، جی‌جی‌تی‌سی و قهرمانی جی‌تی بریتانیا تولید شد. این خودرو از موتور تنفس طبیعی بی‌ام‌و S70/2 وی۱۲ بهره می‌برد. این خودرو بیشتر به خاطر پیروزی خود در مسابقه ۲۴ ساعته لمانز ۱۹۹۵ مشهور است، جایی که در شرایط بسیار بارانی، در مقابل خودروهای اولیه سریع‌تر، پیروز شد. اف۱ جی‌تی‌آر تا سال ۲۰۰۵ در مسابقات بین‌المللی شرکت می‌کرد و در نهایت آخرین شاسی مسابقه‌ای آن بازنشسته شد.